# Swift (rapper)
Swift, pseudonimo di Ondre Moore, conosciuto anche come Swifty McVay (Detroit, 17 marzo 1976), è un rapper statunitense, membro del gruppo D12; divenne parte del gruppo dopo l'inaspettata morte di Bugz avvenuta nel 1999: fu lo stesso Bugz, tra gli ultimi suoi voleri, a chiedere l'ammissione del giovane rapper nei D12.

## Discografia con i D-12

### Album
- 2001 - Devil's Night
- 2004 - D12 World

### Singoli
- Non-album single/some editions or bonus disc of Devil's Night
  - 2001 - "Shit on You"
- Da Devil's Night
  - 2001 - "Purple Pills"
  - 2001 - "Fight Music"
- Da D12 World
  - 2004 - "My Band"
  - 2004 - "How Come"
  - 2004 - "40 Oz"
  - 2004 - "U R The One"
  - 2004 - "Git Up"

## Discografia solista

### Mixtape
- 2006: Forest Fyres Mixtape

### Apparizioni
- 1998: Swift, Eye Kyu, Bizarre & Da Ruckus - Paperchase
- 2000: Swift - We Don't Need You
- 2003: Eminem, Promatic & Swift - Serious
- 2005: "Sammy da Bull" (Proof featuring Nate Dogg & Swift)
- 2005: "Off to Tijuana" (Hush featuring Eminem, Kuniva, & Swift)